# Turgay Doğan
Turgay Doğan (* 1974 in Gelsenkirchen, Deutschland) ist ein deutsch-türkischer Schauspieler.

## Leben
Turgay Doğan ist ein deutsch-türkischer Schauspieler, Regisseur und Dramatiker. Er lebt in Istanbul und ist Gründer und Autor der Istanbuler Theatergruppe „gnlv“, der unter anderem auch die türkischen Schauspieler Emre Taştekin und Dicle Alkan angehören. Er ist Autor zahlreicher Theatertexte, unter anderem der Bühnenstücke „Site“ und „Yüksek Derece“, die er mit verschiedenen Schauspielern des „gnlv“ inszeniert hat. Doğans Inszenierung „Yükse Derece“ wurde auf verschiedenen türkischen Bühnen gespielt und war auf große Beachtung gestoßen. Turgay Doğan ist als Fernsehschauspieler auch regelmäßig in der ARD zu sehen, in der Krimireihe Mordkommission Istanbul spielte er den Gerichtsmediziner. Außerdem wirkt er regelmäßig bei PRO7-Produktionen mit, unter anderem in der Die Märchenstunde. Zudem zählt er zu den meist gebuchten Werbeschauspielern der Türkei und spielt auch kleinere Rollen in türkischen Kinofilmen, zuletzt in Die maskierte Bande.